# La Huerta (Jalisco)
La Huerta è un comune del Messico, situato nello stato di Jalisco.